# 경북동해안 국가지질공원

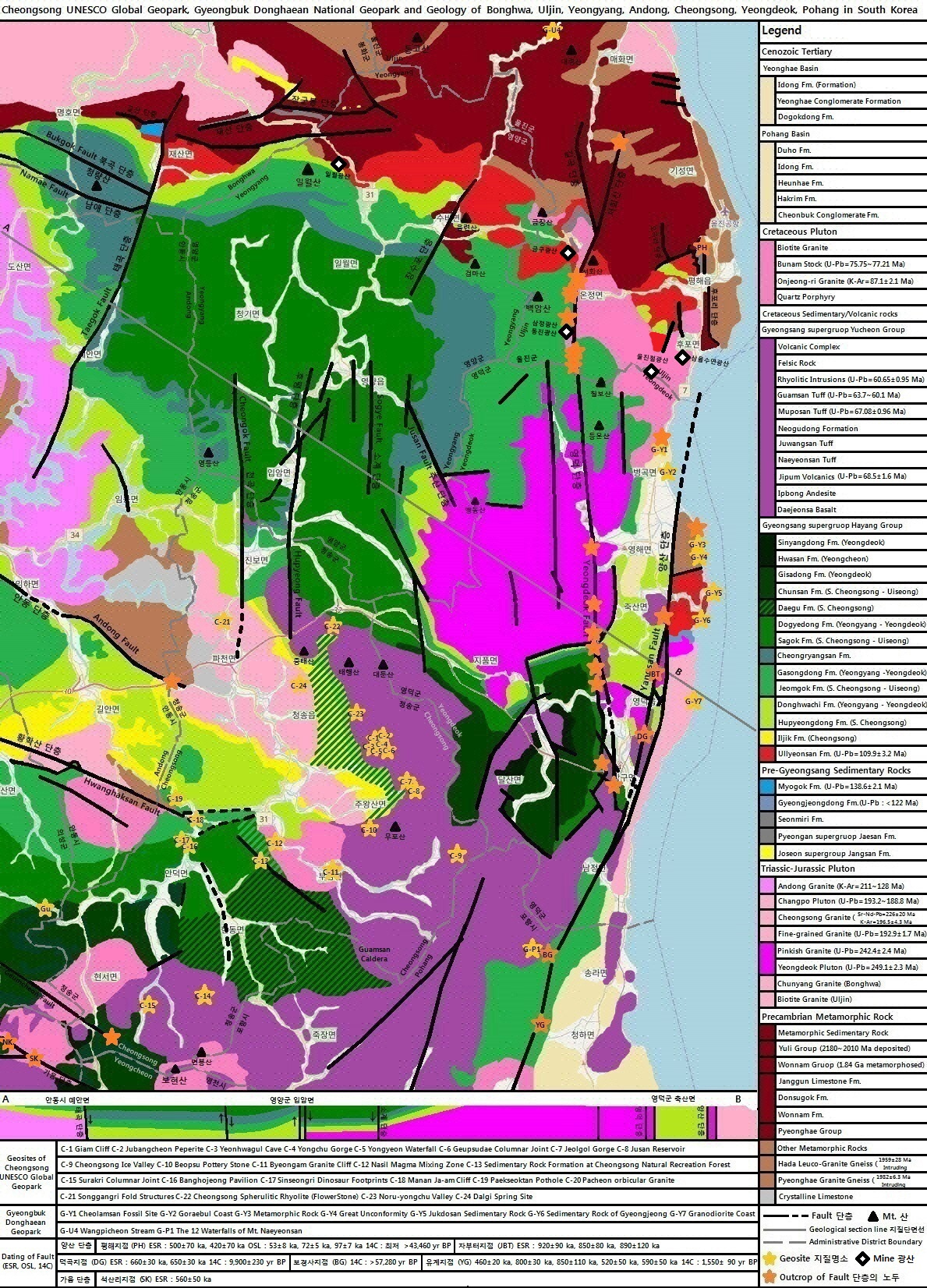
경북동해안 국가지질공원과 울진군의 지질, 영양군의 지질, 영덕군의 지질, 청송군의 지질(청송지질공원), 포항시의 지질

경북동해안 국가지질공원(Gyeongbuk Donghaean Geopark)은 대한민국 경상북도 동해안 지역에 설치된 국가지질공원이다. 경상북도 동해안을 따라 포항시, 경주시, 영덕군, 울진군 4개 지역에 있는 29개의 지질명소로 구성된다.

## 개요
경북동해안 세계지질공원 등재를 위한 타당성 조사와 기초학술조사는 2013년 진행되어 2017년 9월 대한민국 국가지질공원으로 인증되었다.

## 울진군

### 불영계곡
울진군의 불영계곡은 선캄브리아기의 암석 원남층군과 화강편마암 등으로 구성되며 안구상 구조, 돌개구멍(포트홀), 토르. 절리 등 다양한 지형과 지질구조가 발달한다. 계곡 바닥의 편마암에는 높은 온도와 압력에 의해 마치 사람의 눈과 같은 모양으로 밝은색 광물들이 모인 안구상 구조가 나타난다. 토르는 절리를 따라 암석이 떨어져 나가면서 탑 모양으로 돌출된 바위로 금강송휴게소(울진군 금강송면 불영계곡로 1804) 옆에 있는 사랑바위가 대표적인 예시이다. 
불영계곡
- 울진군 금강송면 삼근리 사랑바위
- 화강편마암

### 성류굴

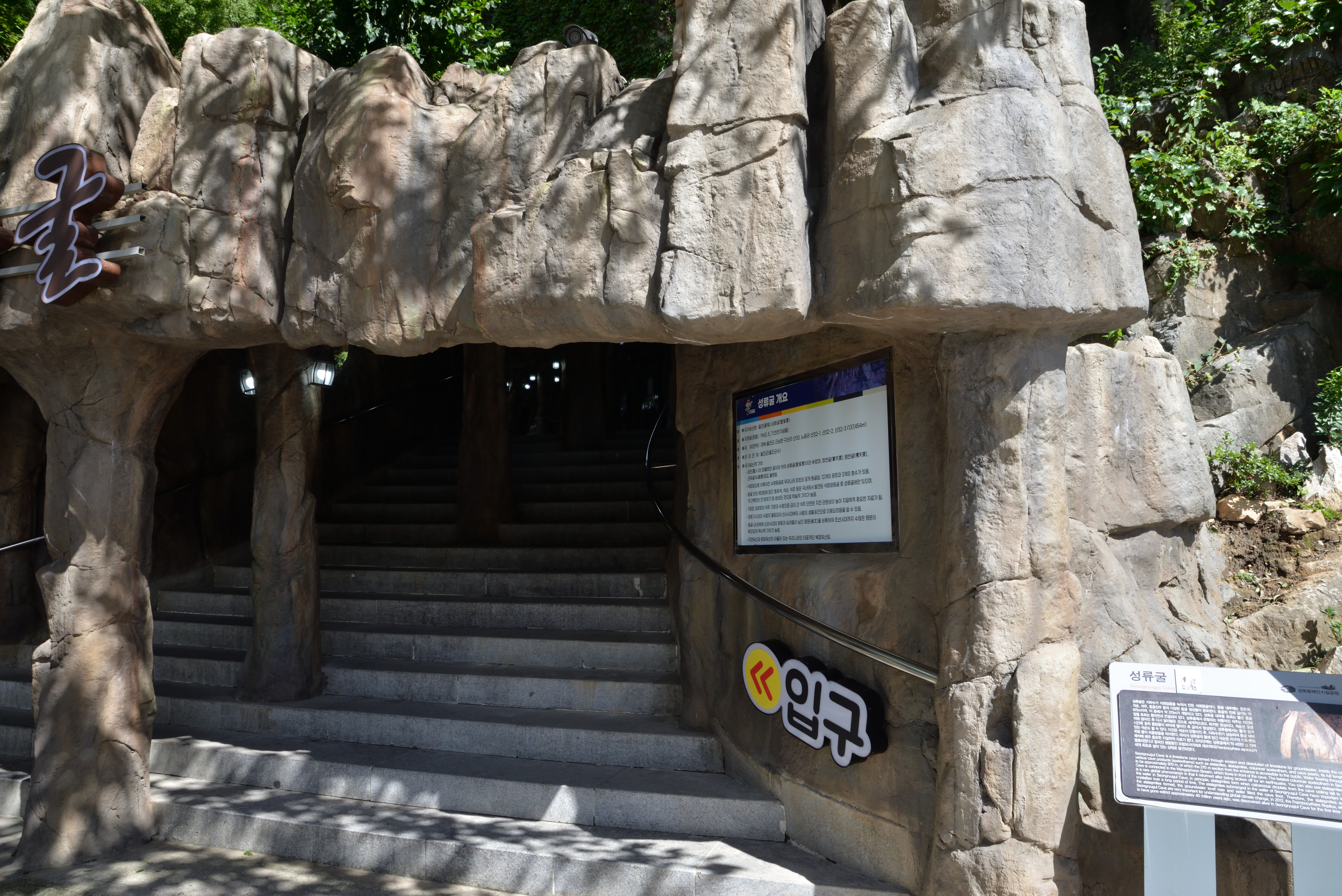
울진 성류굴

## 영덕군

### 원생대 변성암
영덕군 영해면 대진리 영덕대게로 도로변에는 아래 사진과 같이 고원생대의 편마암이 밝은 부분과 어두운 부분이 교대로 나타나는 호상 구조를 보이며 드러나 있다.
경북동해안 국가지질공원 원생대 변성암
- 영남 육괴의 선캄브리아기 원생대 편마암, 영덕군 영해면 사진리
북위 36° 32′ 47.2″ 동경 129° 26′ 23.0″ / 북위 36.546444°  동경 129.439722°

### 영덕 화강섬록암 해안
영덕 화강섬록암 해안은 창포 심성암체가 드러난 경북동해안 국가지질공원의 지질명소로 영덕해맞이공원 내에 위치한다. 이곳의 화강섬록암 암석에서는 여러 방향으로 쪼개진 단열, 포유암, 돌개구멍 등 다양한 지질구조를 관찰할 수 있다. 화강섬록암에는 밝은색의 화강암질 마그마에 더 어두운 색의 섬록암질 마그마가 침투하여 만들어진 포유암(enclave)을 볼 수 있다.
창포 심성암체(Changpo Plutonic Rocks)는 영덕읍 동부 해안가에 남북으로 분포하는 화강암으로 경정리 일대에서는 반려암 내지 섬록암질암의 양상을 보이나 그 이남에서는 대체로 화강섬록암의 특성을 보인다. 본 암석의 일부분이 경정동층에 의해 부정합으로 덮히며 U-Pb SHRIMP 절대연령은 193.2±1.9 Ma~188.8±2.0 Ma이다.
영덕군의 창포 심성암체
- 영덕군 축산면 경정리 해안가의 화강암
북위 36° 28′ 24.1″ 동경 129° 26′ 02.4″ / 북위 36.473361°  동경 129.434000°
- 영덕군 축산면 경정리 해안가의 화강암
북위 36° 26′ 23.7″ 동경 129° 25′ 57.5″ / 북위 36.439917°  동경 129.432639°
- 영덕군 영덕읍 노물리 해안가의 화강암
북위 36° 26′ 34.1″ 동경 129° 26′ 05.5″ / 북위 36.442806°  동경 129.434861°
- 영덕군 강구면 해안가의 화강암
- 해안 전경
- 포유암
- 포유암 근접사진
- 포유암

### 영덕 대부정합
영덕군 영해면 사진리 199-1 (N 36°31'39.76, E 129°26'28.75")에는 고원생대 변성암류의 녹색편암이 울련산층의 최상부 역암층을 충상하는 역단층이 드러나 있다. 주향 북서 80°, 경사 북동 45°의 이 단층은 내륙으로 약 3 km 연장되고 양산 단층과 접한다. 단층 북측의 녹색편암 내에는 응집력이 있는 엽리상의 단층파쇄암대가 수십 m에 걸쳐 여러 매 관찰되며, 남측의 울련산층 역암에는 수 m 이상의 두께를 가지는 단층각력암이 발달한다. 이 단층은 일월산 스러스트 단층이 양산 단층대에 의해 남쪽으로 약 32 km 이동한 것으로 해석된다. 이곳에서 1 km 남쪽 해안가(N 36°31'08.09", E 129°26'37.50", 영해면 사진리 산 141)에도 거의 동일한 기하를 보이는 스러스트 단층이 드러나 있다. 단층 경계부는 해수로 인해 관찰이 어려우며 하반의 울련산층 역암들은 심하게 파쇄되어 있다. 단층각력대 및 파쇄대의 두께는 상반인 녹색편암에서 약 12 m, 울련산층 역암에서 약 5 m로 발달한다. 본 지질 유산은 아래 사진과 같이 동해안 지질공원의 영덕 대부정합(Yeongdeok Great Unconformity)으로 명명되어 있다. 영덕 대부정합은 사진2리와 사진3리 사이, 영덕대게로 도로변에 드러나 있으며 도로변에 표지판이 있어 쉽게 찾아갈 수 있다. 이 지질명소에는 주차 시설과 안내 표지판이 있다. 암석은 해안 절벽 밑에 있어 추락에 유의해야 한다.
경북동해안 국가지질공원, 영덕 대부정합
- 울련산층 역암의 모습
북위 36° 31′ 05.7″ 동경 129° 26′ 38.4″ / 북위 36.518250°  동경 129.444000°
- 도로변 안내 표지판
북위 36° 31′ 06.3″ 동경 129° 26′ 38.1″ / 북위 36.518417°  동경 129.443917°

### 죽도산 퇴적암
영덕군 축산면 축산리 3-39 (N 36°30'32.43", E 129°27'7.95")에는 죽도산(78.1 m)의 해변을 따라 500 m 이상 역암과 역질조립사암으로 구성된 울련산층이 드러나 있다. 죽도산 퇴적암이라 불리는 울련산층 지층에는 점이 층리와 판산층리, 사층리가 발달하며 퇴적암을 관입한 중성암맥도 관찰된다. 죽도산 남동부의 축산리 산 106-7 (N 36°30'28.29", E 129°27'09.98")에는 담황색 내지 담회색을 띠는 울련산층에 암회색의 염기성 암질의 암상(巖床; sill)과 암맥들이 수 cm~수 m의 폭으로 여러 매 노출되어 있어 독특한 경관을 보인다. 특히 염기성 암질(현무암질)의 암상 경계부에는 고화되지 않은 울련산층의 퇴적물 사이로 성분이 다른 고온의 염기성질암이 층리를 따라 관입할 때 특징적으로 나타나는 페퍼라이트(peperite)가 산출된다. 영덕군 축산면 축산리 산 69 (N 36°30'2.73", E 129°26'1.16")에는 울련산층 퇴적 당시 현무암질 마그마의 유입으로 인해 미고결 상태인 퇴적물과 현무암질 암상(巖床)의 관입 경계에서 혼화로 인해 형성된 페퍼라이트가 관찰된다.
경북동해안 국가지질공원, 축산리 죽도산 울련산 퇴적암 지층
- 죽도산 남측 죽도산블루로드현수교 부근의 울련산층 (축산면 축산항4길 49-2 부근)
북위 36° 30′ 19.7″ 동경 129° 26′ 59.5″ / 북위 36.505472°  동경 129.449861°
- 죽도산 북동측 주차장의 울련산층 (축산면 축산항길 85-9 부근)
북위 36° 30′ 30.7″ 동경 129° 27′ 09.9″ / 북위 36.508528°  동경 129.452750°
- 울련산층 퇴적암
북위 36° 30′ 27.3″ 동경 129° 27′ 09.2″ / 북위 36.507583°  동경 129.452556°
- 울련산층 퇴적암과 역암
북위 36° 30′ 23.4″ 동경 129° 27′ 06.7″ / 북위 36.506500°  동경 129.451861°
- 울련산층 퇴적암과 역암
북위 36° 30′ 23.5″ 동경 129° 27′ 06.6″ / 북위 36.506528°  동경 129.451833°
- 울련산층 퇴적암에 발달한 타포니 구조
북위 36° 30′ 24.3″ 동경 129° 27′ 07.4″ / 북위 36.506750°  동경 129.452056°
- 울련산층 퇴적암
북위 36° 30′ 28.1″ 동경 129° 27′ 09.3″ / 북위 36.507806°  동경 129.452583°

### 경정리 백악기 퇴적암
영덕군 축산면 경정리 121 (N 36°29'16.40", E 129°26'31.92")에는 해안을 따라 붉은색 이암 내지 사질이암과 하천 기원의 역암 및 백색의 사암으로 구성된 울련산층이 드러나 있다. 붉은색 이암에는 무척추동물의 생흔 화석이, 사암에는 사층리가, 역암에는 판상층리 또는 사층리가 발달한다. 경정리 백악기 퇴적암으로 명명되어 있는 이 지질명소는 국지도 제20호선 영덕대게로 도로변에 있으며 자동차로 방문할 때는 안동병원연수원(영덕군 축산면 영덕대게로 1852) 혹은 바다여행 펜션(영덕군 축산면 영덕대게로 1831)으로 검색하면 된다. 도로변에는 안내 표지판과 화장실 등 간단한 시설이 있으며 바다로 이어지는 계단을 내려가면 해안가의 울련산층 노두를 관찰할 수 있다.
경북동해안 국가지질공원, 경정리 백악기 울련산층 퇴적암
- 국지도 제20호선 영덕대게로 도로변에 드러난 울련산층 적색층과 백색층의 경계
북위 36° 29′ 15.7″ 동경 129° 26′ 26.7″ / 북위 36.487694°  동경 129.440750°
- 국지도 제20호선 영덕대게로 도로변에 드러난 울련산층. 적색의 이암층과 백색의 사암층이 교대로 나타난다.
북위 36° 29′ 15.7″ 동경 129° 26′ 27.4″ / 북위 36.487694°  동경 129.440944°
- 울련산층의 역암
북위 36° 29′ 15.5″ 동경 129° 26′ 27.6″ / 북위 36.487639°  동경 129.441000°
- 국지도 제20호선 도로변의 국가지질공원 경정리 백악기 퇴적암 안내판
북위 36° 29′ 16.1″ 동경 129° 26′ 30.6″ / 북위 36.487806°  동경 129.441833°
- 울련산층 역암의 모습. 지층 중에 자갈이 박혀 있다.
북위 36° 29′ 16.6″ 동경 129° 26′ 33.7″ / 북위 36.487944°  동경 129.442694°
- 해안 노두 전경. (사진 전면에 보이는 마을은 경정항)
북위 36° 29′ 15.8″ 동경 129° 26′ 32.9″ / 북위 36.487722°  동경 129.442472°
- 적색 이암층과 백색 사암층의 교호
북위 36° 29′ 15.8″ 동경 129° 26′ 33.4″ / 북위 36.487722°  동경 129.442611°
- 적색 이암층과 백색 사암층의 교호
북위 36° 29′ 16.1″ 동경 129° 26′ 33.6″ / 북위 36.487806°  동경 129.442667°
- 하부의 적색층과 상부의 암회색 역암층
북위 36° 29′ 06.1″ 동경 129° 26′ 13.8″ / 북위 36.485028°  동경 129.437167°

## 포항시

### 포항 달전리 주상절리

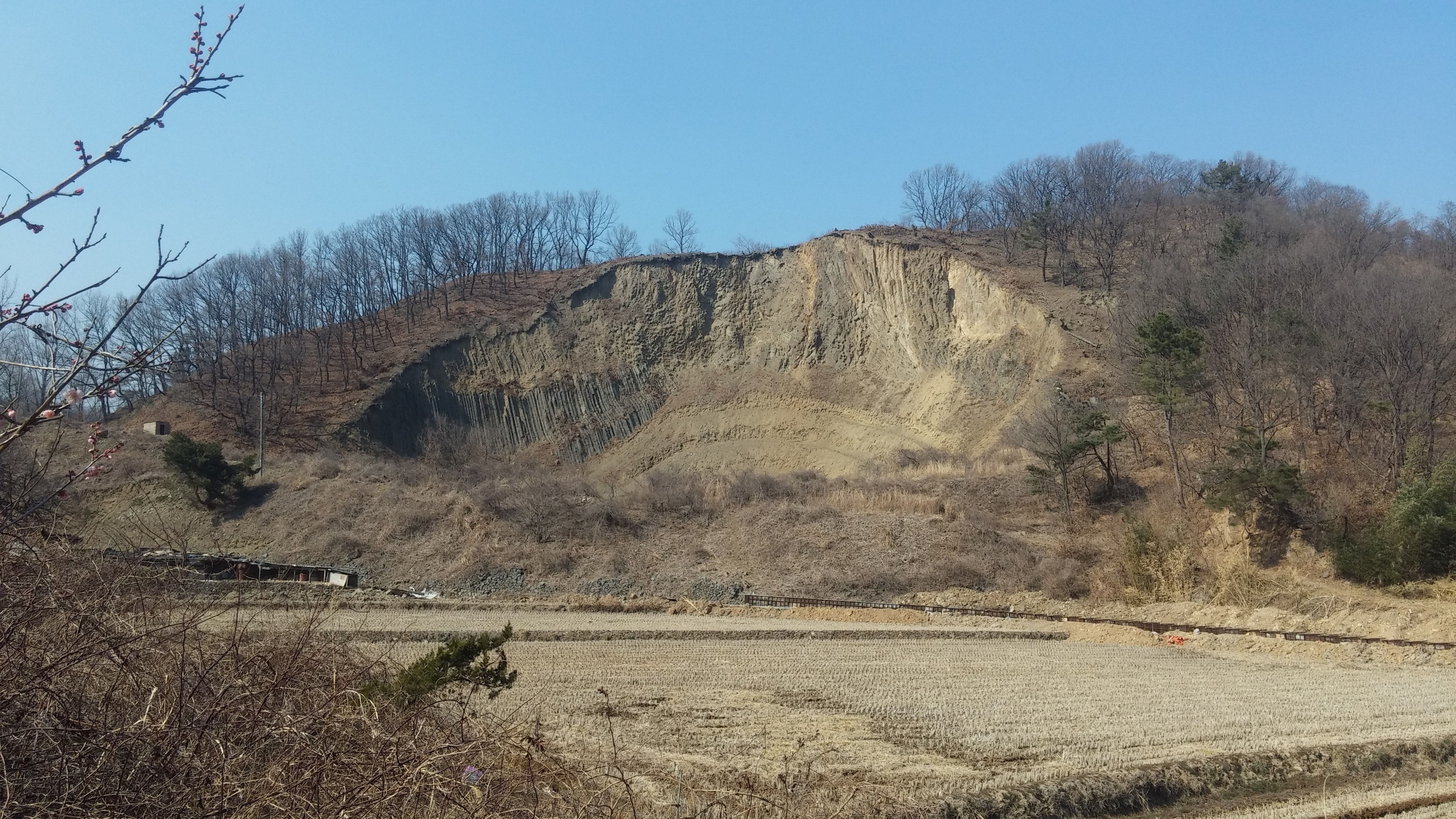
포항 달전리 주상절리

포항 달전리의 주상절리는 옛날 채석장에서 발견되었는데 포항 분지 중에 있는 신생대 제4기에 분출한 현무암에 발달한 것이다. 규모는 높이 20 m, 길이가 약 100 m이다. 이 주상절리는 그 단면이 대체로 6각형을 이루고 있으며 기둥은 약 80°경사에서 거의 수평에 가까운 경사로 휘어져 있는 특이한 양상을 보여주고 있다. 이것은 분출한 용암이 지하로부터 지표로 솟아 오른 후 지표 근처에서 수평 방향으로 흘렀기 때문이다. 포항 달전리 주상절리는 그 발달 상태가 양호하고 절리의 방향이 특이해 지형·지질학적 가치가 높으며 자연학습장으로도 활용가치가 크다.

### 호미곶해안단구
호미곶 해안단구는 경북동해안 국가지질공원의 지질유산으로 약 90만 년 전에 만들어졌다. 원래 파식대였던 해안단구는 지면이 점차 융기하여 현재 농경지로 이용된다. 호미곶 일대 해안에는 바위가 노출되어 있는데 이는 지질학적으로 신생대 고제3기의 강사리 각력암에 해당한다. 이 각력암은 내부에 다른 암석의 조각들을 포함하고 있다.
호미곶

### 구룡소
구룡소는 해안 절벽에 9마리의 용이 승천한 곳이라고 하여 붙여진 지명으로 해안의 암석은 백악기 구룡소 역암층에 해당하며 다양한 화산암편을 포함하고 있다.
호미곶

## 경주시

### 경주 문무대왕릉
문무대왕릉은 신라 문무왕의 해중왕릉(海中王陵)이며 경북동해안 국가지질공원의 지질유산이다. 현지 안내문에 의하면 문무대왕릉을 구성하는 화강암은 약 5천만년 전에 형성되었으며 암석의 표면에는 약 3천만년 전에 대규모 지진으로 생긴 북동-남서 방향의 절리가 관찰된다.
경주 문무대왕릉
- 경주 문무대왕릉 화강암 바위
- 경북동해안 국가지질공원 안내 표지

### 경주 양남 주상절리군
경주 양남 주상절리군은 경상북도 경주시 양남면에 있는 주상절리이다. 2012년 9월 25일 천연기념물 제536호로 지정되었으며 경주시 양남면 하서리 하서항(경주시 양남면 진리길 30-31 앞)에서 읍천리 주상절리조망타워(경주시 양남면 동해안로 498-13)까지 해안을 따라 탐방로가 조성되어 있다.
경주 양남 주상절리군
- 주상절리조망타워 건물 밑에 있는 경북동해안 국가지질공원의 인증 표석
- 주상절리조망타워

## 같이 보기
- 대한민국 국가지질공원
- 청송 유네스코 세계지질공원
- 부산국가지질공원
- 단양국가지질공원
- 울진군의 지질
- 영덕군의 지질
- 포항시의 지질
- 경주시의 지질
- 한국의 지질